# Boulevard du bord de mer (Libreville)
Le boulevard du bord de mer est un boulevard de Libreville au Gabon.

## Description
Le boulevard du Bord de mer qui part du lycée Paul Indjendjet Gondjout et se termine au pont Mpira au niveau du siège social de la Caisse nationale de sécurité sociale (CNSS) est la seule voie qui permet de relier rapidement le centre-ville en partant de l’aéroport international Léon-Mba situé au nord de Libreville.
Le boulevard du Bord de mer dessert le Port de Libreville.
Communément nommé boulevard du bord de mer, il est constitué du boulevard de la nation et du boulevard de l'indépendance.

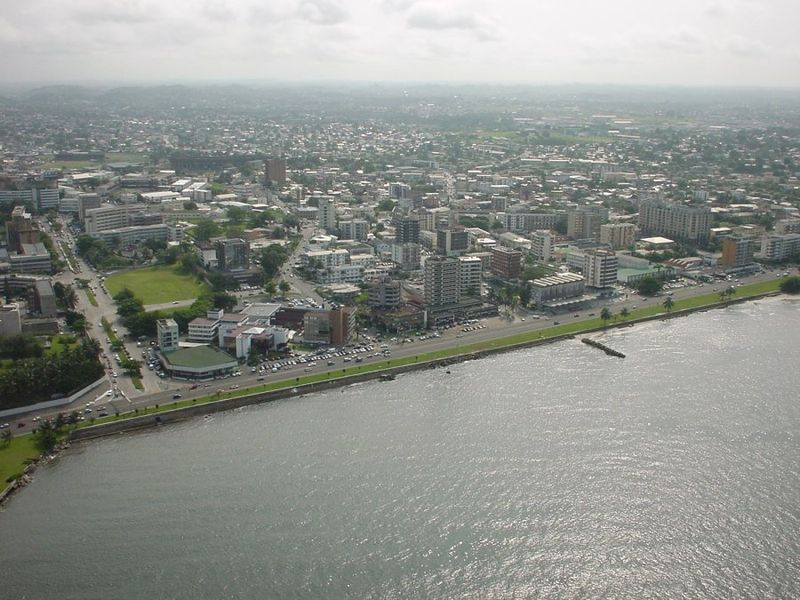
Vue aérienne du boulevard du bord de mer.